# Selonische Sprache

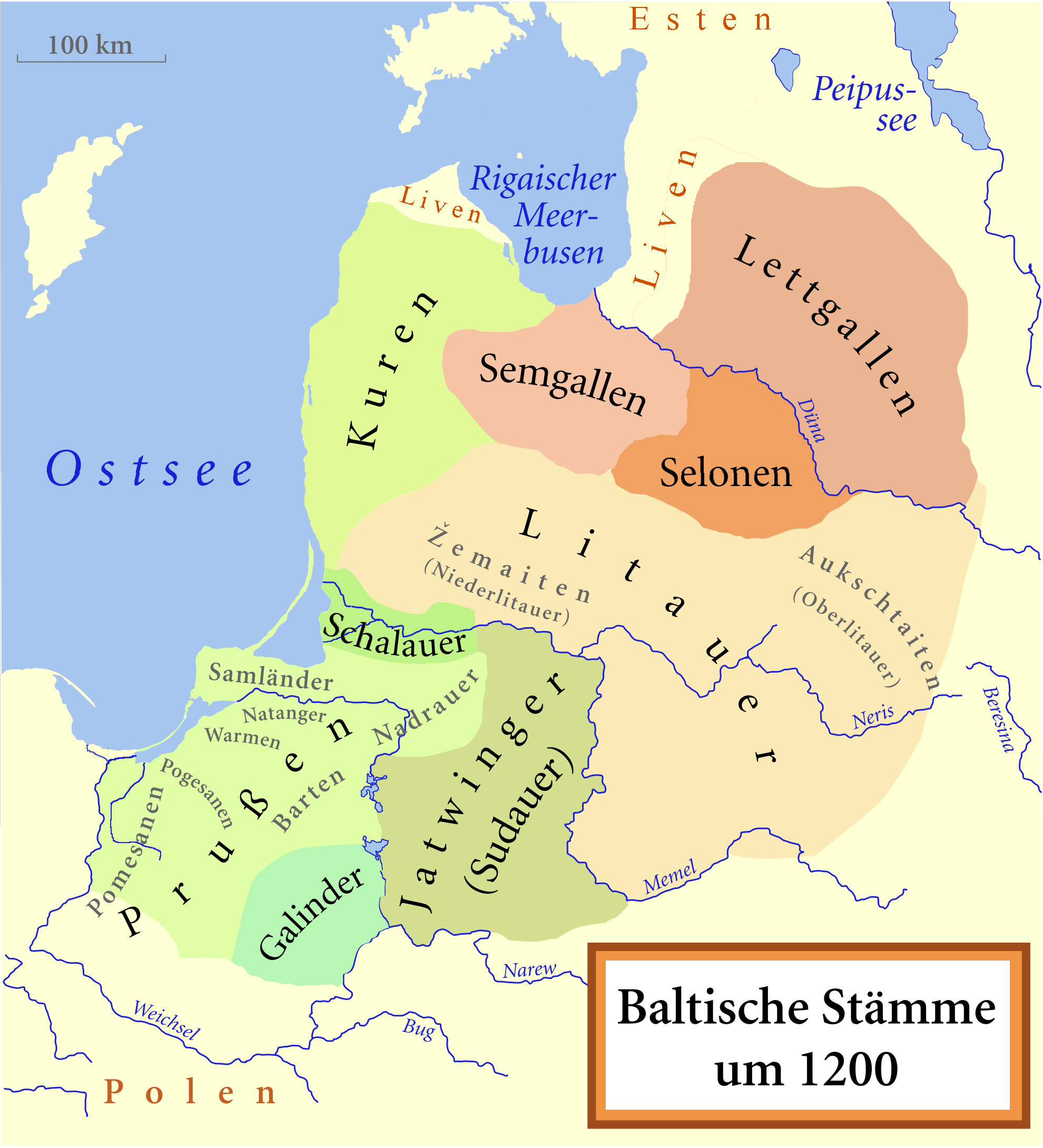
Siedlungsgebiet der Selonen (orange)

Lettische Dialekte

Selonisch war eine baltische Sprache, die an der unteren Düna von den Selonen im heutigen Südostlettland und Ostlitauen gesprochen wurde.

## Sprache
Sie ist eng verwandt mit dem semgallischen Dialekt, enthält aber auch Gemeinsamkeiten mit dem Litauischen, sowie Elemente westbaltischer Sprachen, wie z. B. des Prußischen.

## Geschichte
Spätestens seit Mitte des 14. Jahrhunderts scheint das Selonische durch die angrenzenden Dialekte des Semgallischen und Niederlitauischen zurückgedrängt worden zu sein.
Noch im 19. Jahrhundert wurde Selonisch von einigen Menschen gesprochen.
Die Charakteristik der Sprache wird heute aus Gewässernamen, Ortsnamen sowie einigen wenigen schriftlichen Zeugnissen rekonstruiert.